# Shillourokambos

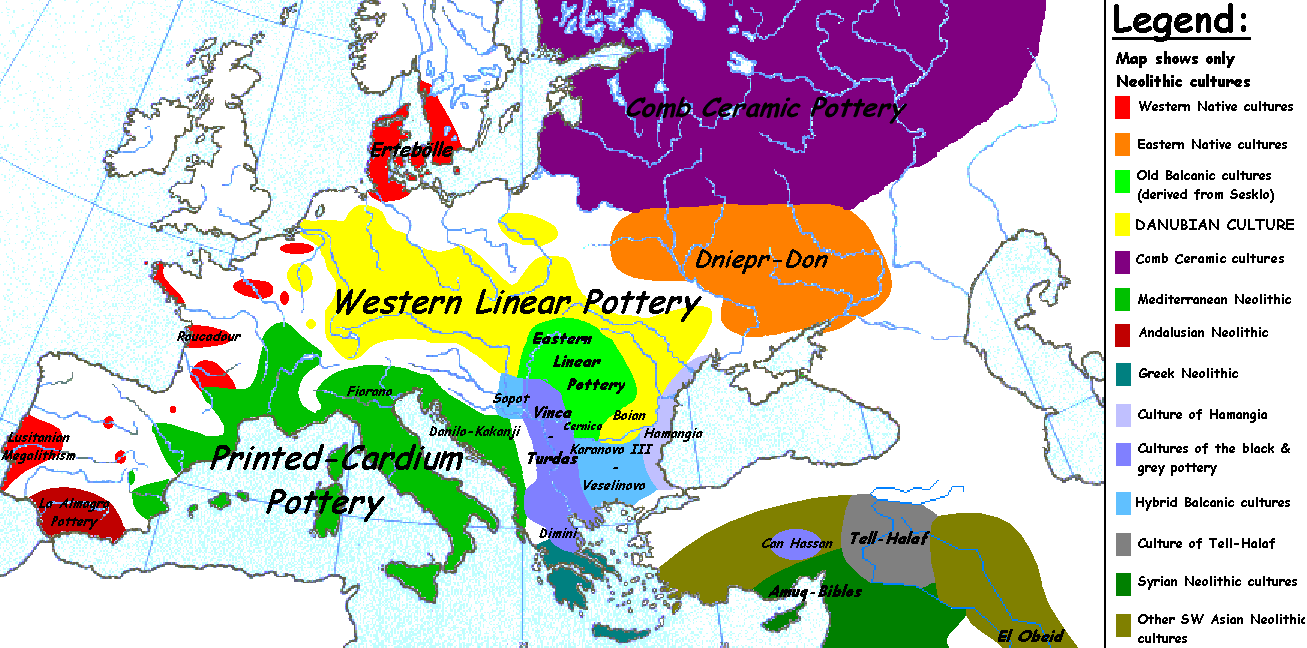
Hartă cu distribuţia celor mai importante complexe culturale neolitice în Europa

Shillourokambos este un sit aceramic din neolitic (PPN B) în apropiere de Parekklisha, la 6 km est de Limassol, în sudul Ciprului. Acesta este situat pe un mic platou. Săpăturile au început în 1992. Asezarea umană de aici are patru faze și a fost ocupată de la sfârșitul mileniului al IX-lea până la a doua jumătate a mileniului al VIII-lea î.Hr. 
În 2004, un mormânt neolitic a fost excavat aici care conținea schelete, situate unul lângă altul, atât de om cât și de pisică. Mormântul este estimat a avea 9500 ani vechime.